# Achille Arese Lucini
Achille Arese Lucini (Milano, 26 settembre 1841 – Parigi, 4 settembre 1904) è stato un politico italiano.

## Biografia
Appartenente alla nobile famiglia milanese degli Arese, conte e militare di carriera, nel gennaio 1973 venne eletto, per l'XI legislatura, alla camera dei deputati del Regno d'Italia nelle elezioni suppletive del collegio di Casalmaggiore, svoltesi in seguito al decesso di Ippolito Longari Ponzone.
L'elezione fu confermata per la legislatura successiva nello stesso collegio.